# Princes Town (Trynidad)
Princes Town, miasto w Trynidadzie i Tobago; na wyspie Trynidad; 11 tys. mieszkańców (2006). Przemysł spożywczy, włókienniczy.